# Matinho
Matinho es una localidad caboverdiana del municipio de Santa Cruz.

## Geografía
La localidad está situada en la isla de Santiago.

## Organización territorial
La localidad abarca los lugares y barrios de:
- Aguada
- Banana
- Casa Grande
- Godelha
- Laranjeira
- Matinho Acima
- Quebrada
- Ribeira dos Porcos
- Ribeira Gil
- São Jacinto